# Damen Group

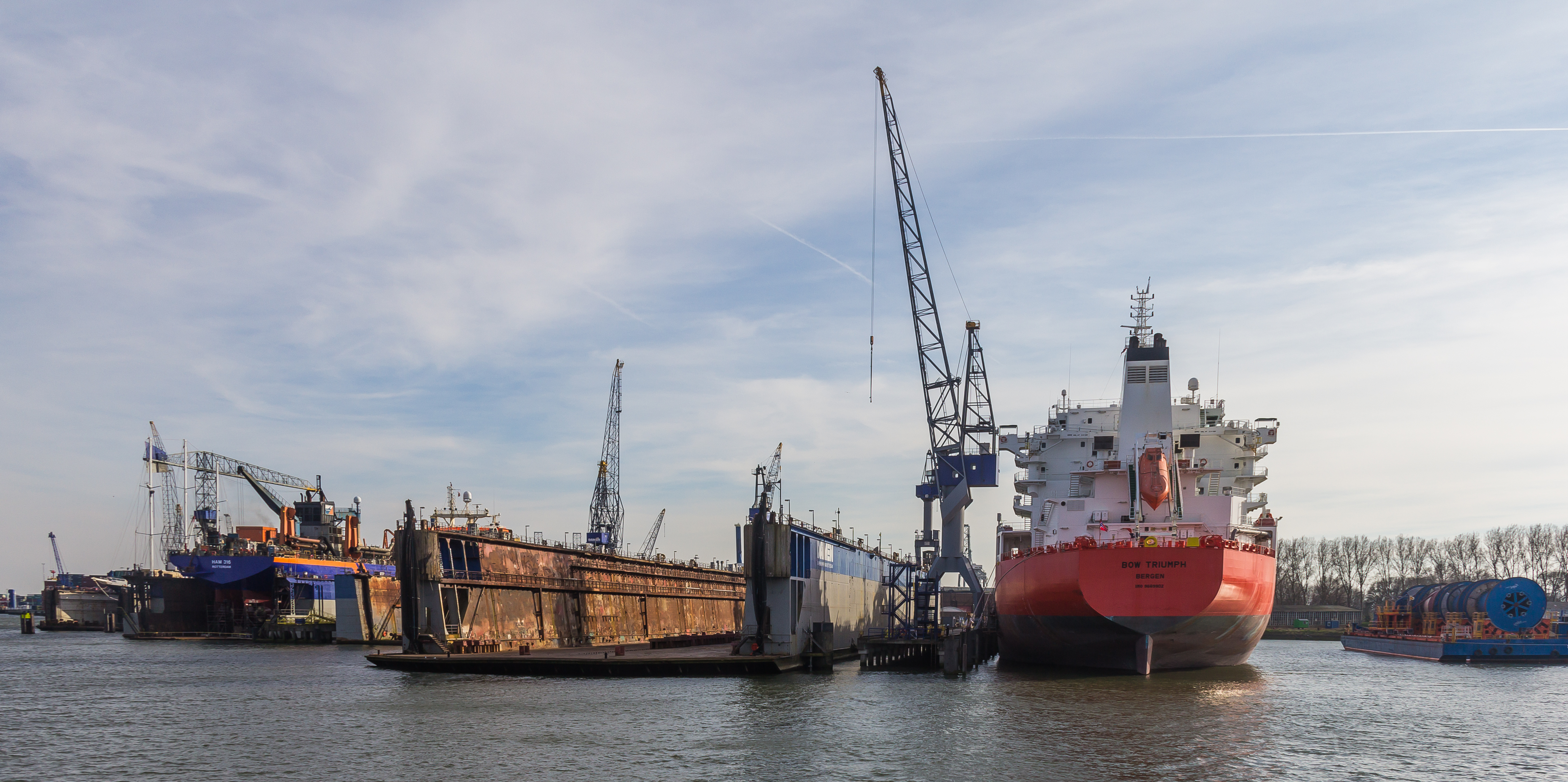
Suché doky společnosti Damen v Rotterdamu

Damen Group (nebo též Damen Shipyards Group) je nizozemský loďařský a průmyslový koncern pracující jak pro vojenský, tak civilní sektor. Sdružuje desítky loděnic a firem po celém světě. Společnost vznikla roku 1927 jako jedna loděnice, postupně se do ní začlenilo více než 30. Roku 1969 zavedla zásadní inovaci v podobě aplikace modulární konstrukce u remorkérů a dalších civilních lodí. Modulární koncept byl využit také u rodiny fregat a korvet třídy Sigma.

## Hlavní projekty (vojenské)

### Výsadkové lodě

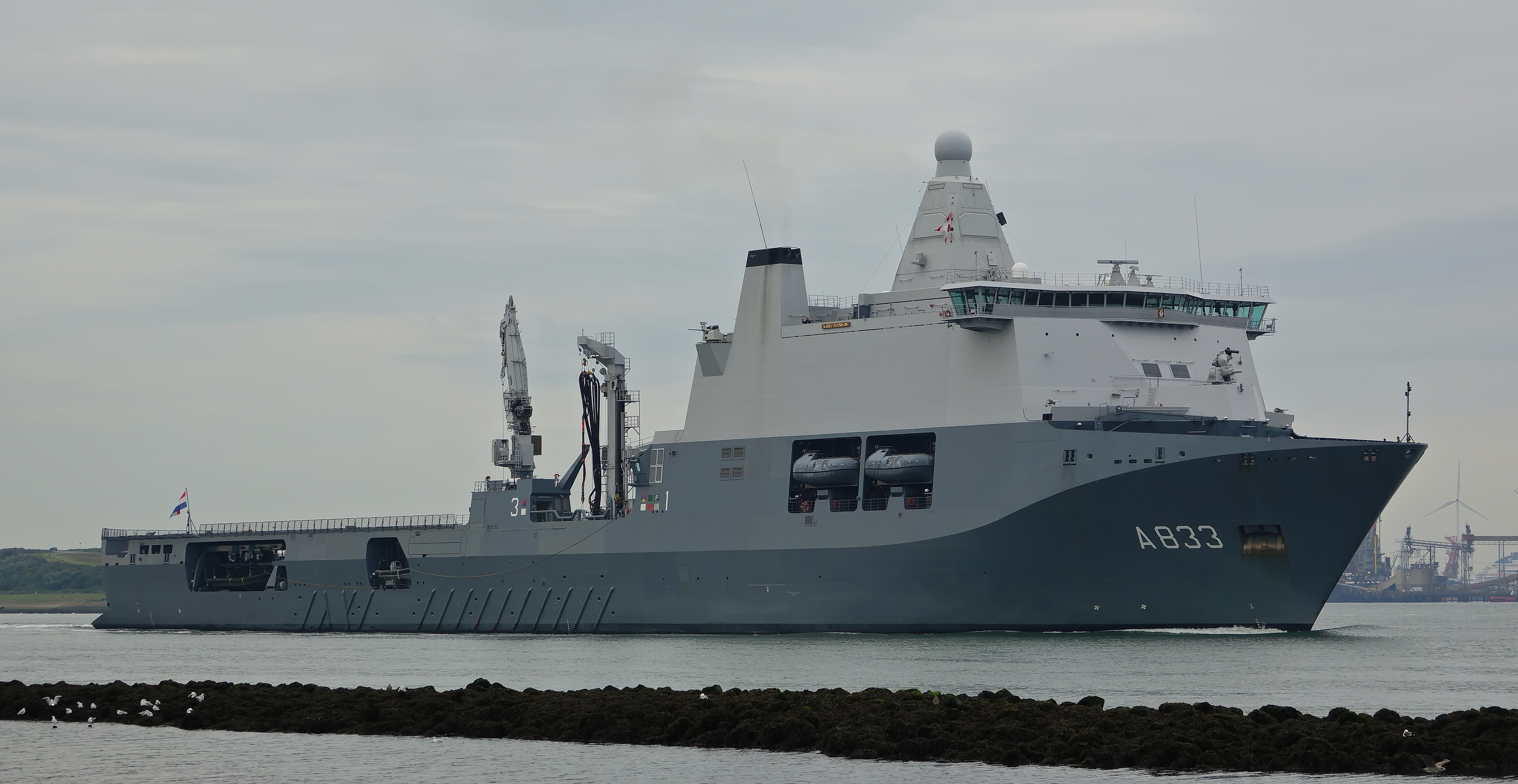
Nizozemská podpůrná loď Karel Doorman

- Třída Rotterdam
- Zr. Ms. Karel Doorman (A833)
- Třída Kada (LST-100)
- Damen Stan Lander
  - Třída Los Frailes

### Fregaty
- Třída Sigma

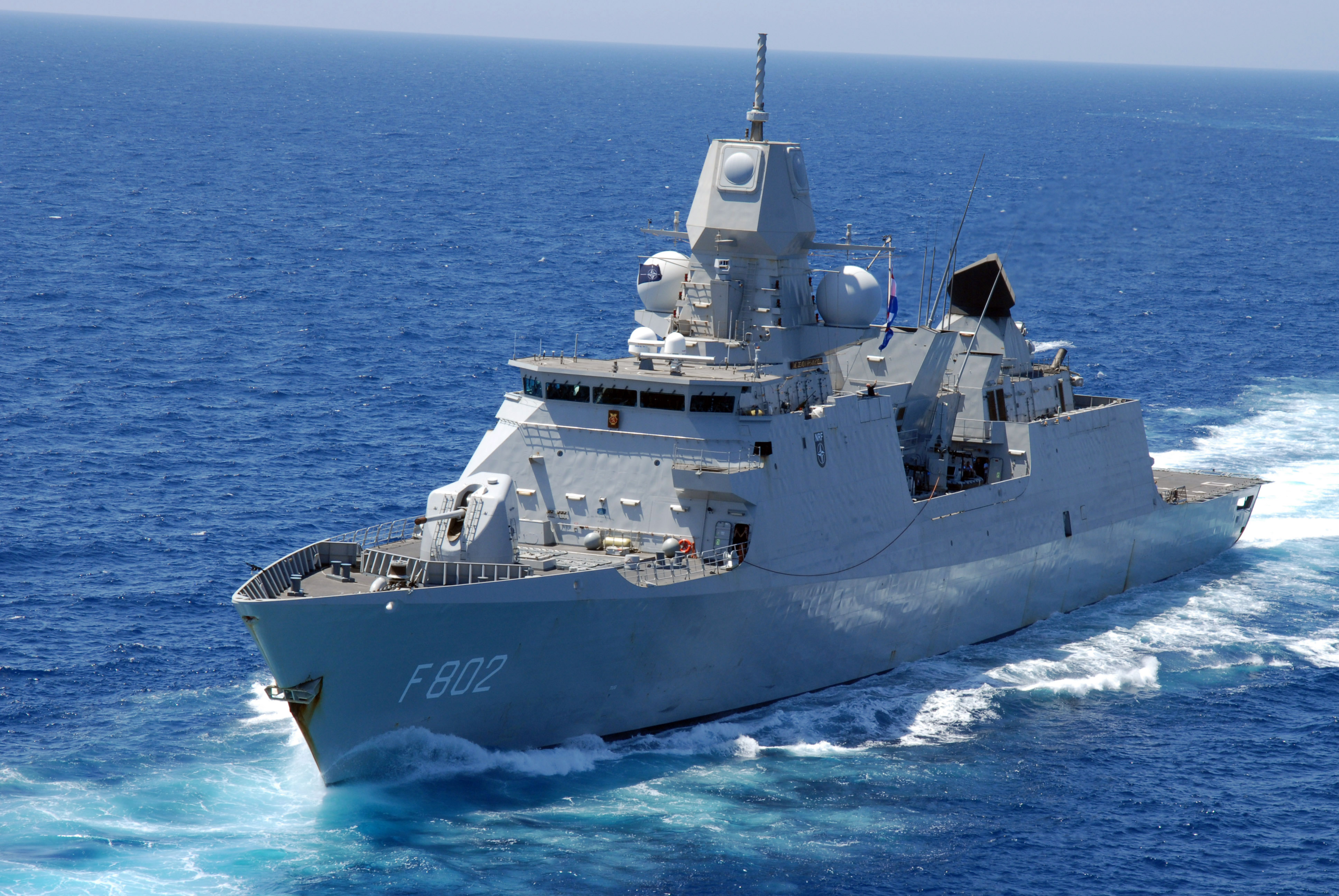
Nizozemská fregata De Zeven Provinciën

  - Tarik Ben Ziyad (613) (Sigma 10513)
  - Třída Sultan Moulay Ismail (Sigma 9813)
  - Třída Martadinata (Sigma 10514)
  - Třída Reformador (Sigma 10514)
- Třída De Zeven Provinciën
- Třída Kortenaer
- Třída Karel Doorman

### Korvety
- Třída Sigma
  - Třída Diponegoro (Sigma 9113)

### Oceánské hlídkové lodě

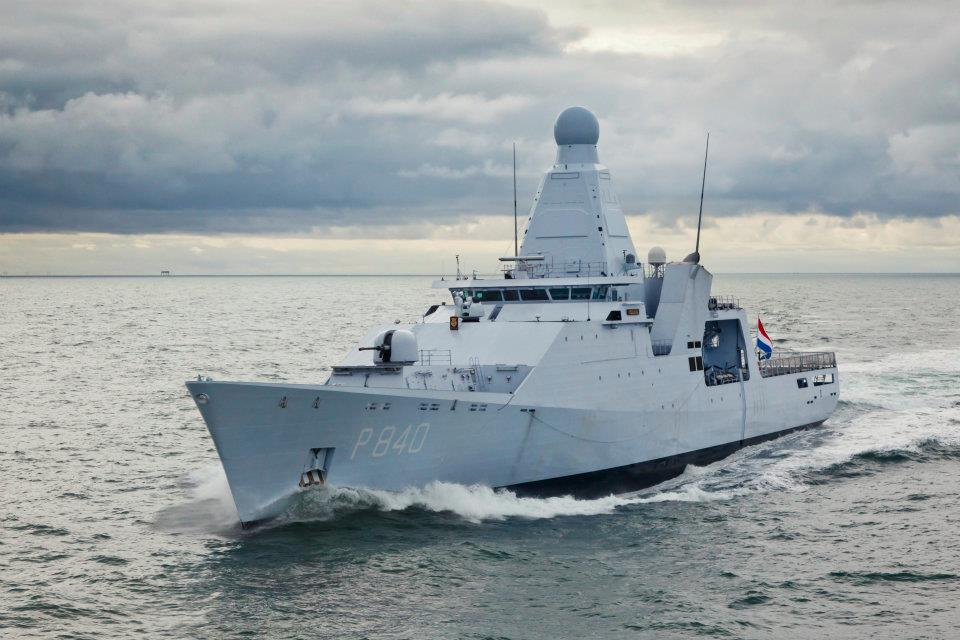
Nizozemská oceánská hlídková loď Holland

- Třída Holland (Damen Ocean Going Patrol 3750)
- Třída Hunain (Damen OPV 2600)
- Třída Arialah
- Třída Yarmook (Damen OPV 1900)
- Třída Tun Fatimah (Damen OPV 1800)
- Stefan cel Mare (MAI 0201) (Damen OPV 950)
- Třída Jugurtha (MSOPV 1400)
- Třída Poseidon (Damen OPV 8116)
- Třída DN-2000 (Damen OPV 9014)

### Hlídkové lodě
- Třída Bahamas
- Třída Marine Protector

- Damen Stan Patrol
  - Třída Tenochtitlan
  - Třída Hero
  - Třída Sentinel

- Damen Interceptor

### Výzkumné a podpůrné lodě

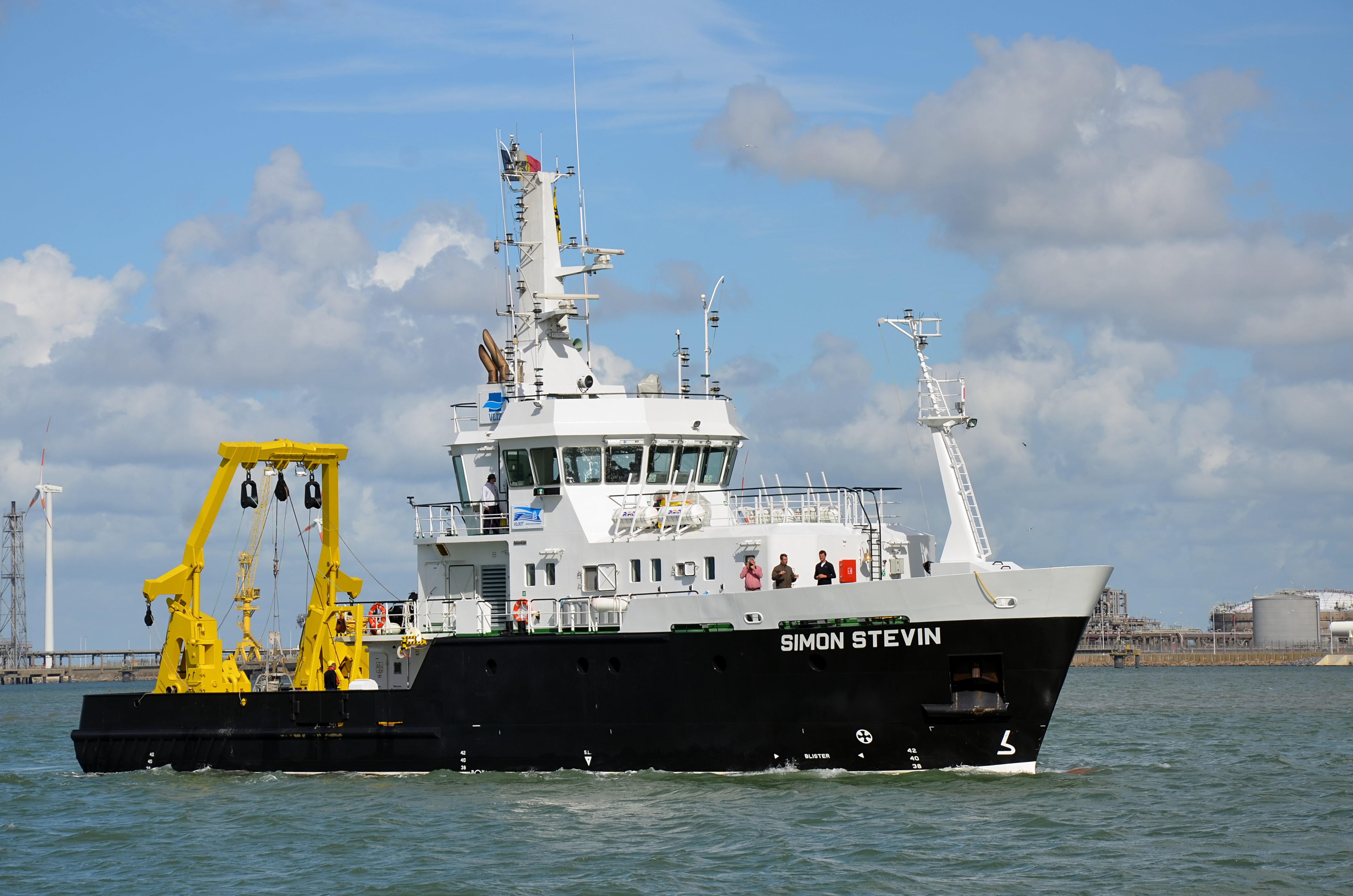
Belgická výzkumná člun Simon Stevin

- Dom João II – portugalská víceúčelová podpůrná loď typu Damen MPSS 7000
- Damen Fast Crew Supplier
- Zr. Ms. Pelikaan (A804)
- Zr. Ms. Den Helder (A834)
- Simón Bolívar (151) – kolumbijská oceánografická loď typu Damen OSRV 8316
- HTMS Pharuehatsabodi (AGOR 813) – thajská oceánografická loď typu Damen HSV 6613
- Trần Đại Nghĩa (HQ-888) – vietnamská hydrografická výzkumná loď typu Damen HSV 6613
- Baía Farta – angolská výzkumná rybářská loď typu Damen FRV 7417[2]
- Celtic Explorer – irská výzkumná loď typu typu Damen FRV 6615
- Třída Trisula – indonéské výzkumné rybářské čluny typu Damen FRV 6210, nyní hlídkové lodě indonéská námořní a pobřežní stráž
- Třída Ngola Kiluange – angolské inspekční dohledové čluny pro rybolovu typu Damen FISV 6210, pozdější byly převedeny k angolskému námořnictvu jako hlídkové čluny pro ochranu rybolovu
- Simon Stevin – belgická pobřežní výzkumná člun typu Damen FRV 3609
- Pensador – angolská výzkumná rybářská člun typu Damen FRV 2808
- Yết Kiêu (HQ-927) – vietnamská záchranná loď ponorek typu Damen RGS 9316[3]

### Cvičné lodě

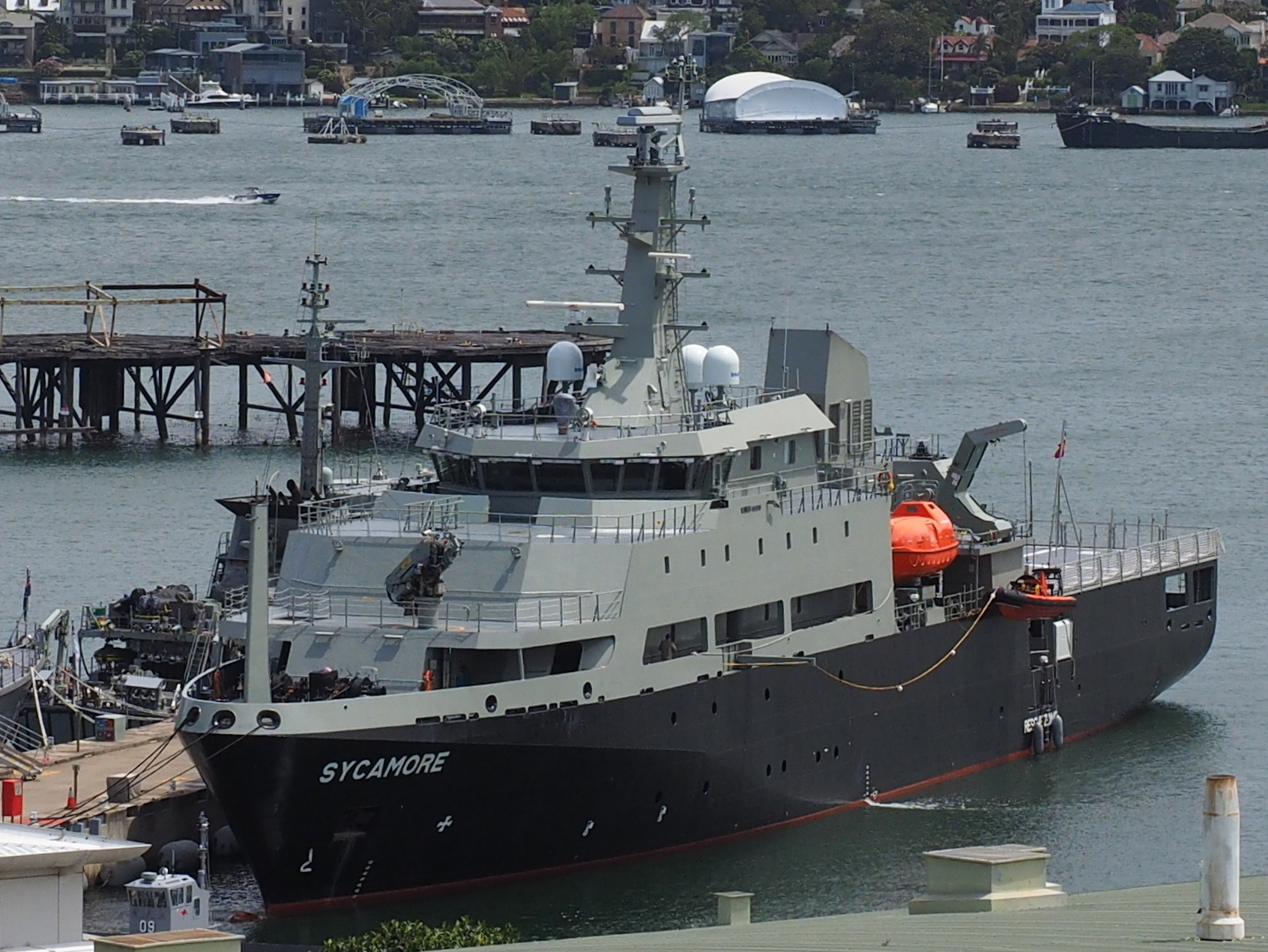
Australská cvičná loď MV Sycamore

- MV Sycamore (Damen MATV 2300)
- Shabab Oman II

### Ledoborce
- RSV Nuyina